# Manuel Marulanda
Pedro Antonio Marin, kendt under sit dæknavn Manuel Marulanda (13. maj 1930 (usikkert) – 26. marts 2008), var en colombiansk oprørsleder fra FARC.
Marulanda blev født i et kaffedistrikt i vest-midten af Colombia i en bondefamilie, der bekendte sig til det liberale parti under La Violencia, men selv ændrede han politisk ståsted i denne periode (1948-58) til kommunisterne. Herfra valgte han at tilslutte sig guerillaen, der bekæmpede det konservative regime. I den forbindelse tog han sit dæknavn efter en myrdet fagforeningsleder. Da La Violencia sluttede, opstod en række selvudråbte republikker, ikke mindst Marquetalia, som Marulanda var en del af. 
Da Marquetalia med hjælp fra USA blev nedkæmpet i 1964, samlede en række guerillasoldater sig og dannede den revolutionære organisation FARC (Fuerzas Armadas Revolucionarias de Colombia) med Marulanda som en af lederne. FARC var i de følgende årtier en trussel mod regeringen, der opfattede organisationen som terrorister. Imidlertid accepterede den konservative regering i 1999 at indgå i fredsforhandlinger med FARC, og det var Manuel Marulanda, der var FARCs chefforhandler. Disse forhandlinger endte imidlertid, da FARC kaprede et fly for at tage et kongresmedlem som gidsel i februar 2002, hvorpå regeringen afbrød sin deltagelse, og guerillakrigen brød igen ud.
24. maj 2008 bekendtgjorde Colombias forsvarsminister, at Marulanda et par måneder forinden var død af et hjerteanfald. Dette blev den følgende dag bekræftet af FARC. Han blev efterfulgt af Alfonso Cano som leder af FARC.